# Genlisea
Genre
Classification phylogénétique
Répartition géographique
Synonymes
- Doerrienia Rchb., Deut. Bot. Herb.-Buch: 117 (1841)

Genlisea est un genre de plantes à fleurs de la famille des Lentibulariaceae. Ce sont des plantes carnivores terrestres ou semi-aquatiques, vivaces ou annuelles selon les espèces, spécialisées dans la capture de protozoaires. Les pièges sont constitués de longs filaments creux et torsadés en forme de tire-bouchon dans lesquels sont aspirés les minuscules organismes souterrains ou aquatiques. Leur sortie est rendue impossible par de minuscules poils qui pointent vers le centre de la plante. Les proies sont ensuite amenées jusqu’à une cavité où elles seront digérées par des enzymes. On les appelle Corkscrew plant en anglais (soit plantes en tire-bouchon).
En surface, seules sont visibles de très petites feuilles parfois relativement épaisses, dont la croissance semble anarchique, et de façon périodique une longue hampe florale qui porte des fleurs jaunes ou mauves semblables à celles des Utricularia.
Les biologistes en connaissent environ 21 espèces.

## Espèces
- Genlisea africana
- Genlisea angolensis
- Genlisea aurea
- Genlisea filiformis
- Genlisea glabra
- Genlisea glandulosissima
- Genlisea guianensis
- Genlisea hispidula[3]
- Genlisea luetzelburgii
- Genlisea margaretae
- Genlisea pygmaea
- Genlisea repens
- Genlisea roraimensis
- Genlisea sanariapoana
- Genlisea uncinata
- Genlisea violacea